# 朱尔·拉杜梅格
朱尔·拉杜梅格（法語：Jules Ladoumègue，1906年12月10日—1973年3月2日），法国男子田径运动员，主攻中长跑。他曾代表法国参加1928年夏季奥林匹克运动会田径比赛，获得男子1500米银牌。